# Episodi de I Tudors (quarta stagione)
La quarta e ultima stagione della serie televisiva I Tudors, composta da 10 episodi, è stata trasmessa sul canale statunitense via cavo Showtime dall'11 aprile al 20 giugno 2010.
In Italia, è stata trasmessa in prima visione assoluta dal 13 settembre all'11 ottobre 2010 su Mya di Mediaset Premium. È stata trasmessa in chiaro dal 21 settembre al 19 ottobre 2012 su La5.
| nº | Titolo                       | Prima TV USA   | Prima TV Italia   |
| -- | ---------------------------- | -------------- | ----------------- |
| 1  | Moment of Nostalgia          | 11 aprile 2010 | 13 settembre 2010 |
| 2  | Sister                       | 18 aprile 2010 | 18 settembre 2010 |
| 3  | Something For You            | 25 aprile 2010 | 13 settembre 2010 |
| 4  | Natural Ally                 | 2 maggio 2010  | 20 settembre 2010 |
| 5  | Bottom of the Pot            | 9 maggio 2010  | 27 settembre 2010 |
| 6  | You Have My Permission       | 16 maggio 2010 | 27 settembre 2010 |
| 7  | The Sixth and the Final Wife | 23 maggio 2010 | 4 ottobre 2010    |
| 8  | As It Should Be              | 6 giugno 2010  | 4 ottobre 2010    |
| 9  | Secrets of the Heart         | 13 giugno 2010 | 11 ottobre 2010   |
| 10 | Death of a Monarchy          | 20 giugno 2010 | 11 ottobre 2010   |

## Moment of Nostalgia
- Diretto da: Dearbhla Walsh
- Scritto da: Michael Hirst

### Trama
Palazzo di Whitehall, Londra 1540. In continuità con la fine degli eventi della precedente stagione, il regno di Re Enrico VIII e, soprattutto, la città di Londra stanno vivendo un'estate molto calda e senza pioggia, clima che perdura da ormai oltre due mesi. Ma, nonostante questo, il vigore del Re rimane immutato. Continua, intanto, la rivalità tra cattolici e luterani, guidata dal Vescovo di Winchester e Lord Edward Seymour. Enrico ha sposato Catherine Howard, la sua quinta Regina d'Inghilterra, che ha solo diciassette anni. Catherine tenta di fare amicizia con i figli di Enrico; fa amicizia, per prima cosa, con il giovane figlio del Re, il Principe Edoardo, ma riceve disprezzo da Lady Maria, mentre Elisabetta preferisce trascorrere del tempo con Anna di Cleves. Joan Bulmer, una vecchia amica d'infanzia della Regina a conoscenza di dettagli scandalosi sul passato di Catherine, viene assunta da Catherine Howard come Dama di Compagnia. Il più rimarchevole ammiratore della Regina è il nuovo cortigiano del Re, stalliere e inserviente personale di Enrico, Thomas Culpeper, che non fa segreto del suo desiderio e della sua attrazione sessuale per la bella Regina, che ha molti ammiratori a Corte. Durante una visita di caccia dell'entourage del Re in campagna, Culpeper violenta una contadina e poi uccide suo marito, che li aveva raggiunti presso un fiume ed aveva minacciato di denunciarli allo sceriffo locale. Nel frattempo, Charles Brandon e sua moglie Catherine si sono separati dopo le azioni efferate messe in atto dagli uomini di Charles per sedare i rivoltosi del Pellegrinaggio di Grazia.

## Sister
- Diretto da: Dearbhla Walsh
- Scritto da: Michael Hirst

### Trama
Culpeper continua a far gli occhi dolci alla Regina Catherine; il Re vizia la sua nuova moglie con doni stravaganti e pregiati. Frattanto Lady Rochford ascolta i pettegolezzi sul passato della sua nuova padrona da Joan Bulmer. Quando Lady Rochford giace nel letto con Thomas Culpeper, egli rivela la sua attrazione per la Regina e lei si offre di aiutarlo a sedurre Catherine. Lord Surrey si prende una pesante sbronza in uno dei quartieri poveri di Londra, e poi si trova coinvolto in una scazzottata. Lord Surrey non ama i fratelli Seymour, che considera null'altro che semplici e comuni cittadini. Durante le festività di Natale e Capodanno, Enrico invita Anna di Cleves a palazzo e rimane estasiato dalla sua bellezza e gentilezza, dovendosi così ricredere circa questa gentildonna. Poi, dopo essersi stancato, il vecchio Re va a letto presto e la festa diventa ancor più chiassosa, con balli, canti e musica. La Principessa Mary lascia anch'ella frettolosamente la festa, dopo che lei e Catherine si esprimono reciprocamente antipatia. La Regina ha un successivo colloquio con Lady Mary in cui le rinfaccia il suo comportamento scostante ed antipatico, poi si vendica e toglie due serve dall'entourage di Lady Mary. Alla fine, Lady Rochford riesce ad organizzare l'incontro amoroso a letto tra Catherine Howard e Thomas Culpeper.

## Something For You
- Diretto da: Dearbhla Walsh
- Scritto da: Michael Hirst

### Trama
Enrico VIII è incoraggiato dalla felicità della sua giovane moglie, la Regina Catherine Howard. In uscita dai cancelli del palazzo, poi, Enrico elargisce benedizioni ed elemosine ai poveri, ai disperati ed ai malati ivi presenti; successivamente va in visita presso sua figlia la principessa Elisabetta ed organizza un viaggio verso il nord dell'Inghilterra, chiamato il Pellegrinaggio del Perdono – che lo porterà fino a York, ove è previsto che incontri Re Giacomo V di Scozia, per apporre la firma su di un trattato di pace, ma anche dove egli vuole incoronare ufficialmente Regina Catherine – i cui preparativi e la relativa pianificazione, su ordine del Re stesso, vengono affidati a Charles Brandon. In seguito, La Regina Catherine inizia segretamente a flirtare con il cortigiano Culpeper. A sua volta, Enrico incontra anche la sua ex-moglie, Anna di Cleves, finendoci a letto e rendendosi conto di averla sottovalutata, visto che, una volta, la riteneva brutta e sgradevole. Poi inizia il viaggio verso nord, con un grande entourage che accompagna il Re, la Regina Catherine e la Principessa Maria, fino a giungere nella città di Lincoln, una tappa della visita reale. In segno di apprezzamento per l'accoglienza calorosa, Enrico perdona la città e tutti i suoi cittadini per la loro precedente rivolta, avvenuta ai primordi dell'entrata in vigore della Riforma Anglicana. Il Re desidera ardentemente di stare con la sua giovane sposa, ma la sua gamba malata lo rende debilitato, stanco ed irritabile, per cui Enrico decide di rimanere confinato nella sua stanza nella magione in cui è ospite. Intanto, in un'altra stanza della dimora, Thomas Culpepper ha nuovamente dei rapporti sessuali con la Regina.

## Natural Ally
- Diretto da: Ciarán Donnelly
- Scritto da: Michael Hirst

### Trama
Il viaggio verso il nord prosegue e Re Enrico insieme con il suo seguito sono accolti calorosamente presso il Castello di Pontefract. Enrico VIII riceve manifestazioni d'affetto a profusione dai suoi sudditi durante tutto il suo tour nel nord. Intanto, Charles Brandon continua a essere perseguitato psicologicamente dal ricordo delle sue azioni durante la violenta repressione della ribellione, arrivando addirittura a vedere i fantasmi di coloro che ha tradito, Lord Darcy in particolare. Successivamente, Francis Dereham, uno degli uomini con cui Catherine Howard ha avuto rapporti sessuali prima di sposare il Re, dopo aver saputo del successo della sua vecchia amante, arriva presso la Corte Reale, viene ricevuto dalla Regina e le chiede un lavoro presso di lei. Minacciata dal ricatto, Regina Catherine è d'accordo e lo nomina suo segretario personale nonché usciere della Regina. Presso il Castello di Windsor, il Principe Edoardo si ammala e giace nel suo letto febbricitante; per il momento, la notizia non viene fatta trapelare all'esterno del castello, sperando che il piccolo Principe si riprenda rapidamente. Nel frattempo, a York, Re Enrico VIII attende inutilmente di incontrarsi con il Re di Scozia, il quale, snobbandolo, ha preferito ritornare ad Edimburgo; Re Enrico riceve notizia che truppe scozzesi sono penetrate in Inghilterra ed hanno attaccato, saccheggiato e distrutto diversi villaggi inglesi vicino al confine, uccidendo parecchi abitanti locali. In quel mentre, giunge di corsa anche un messaggero da Windsor, il quale riferisce a Re Enrico che il Principe Edoardo si è ammalato gravemente. Dunque, Re Enrico decide subito di far ritorno a casa.

## Bottom of the Pot
- Diretto da Ciarán Donnelly
- Scritto da Michael Hirst

### Trama
Il Re riceve una lettera anonima che accusa sua moglie di aver avuto, precedentemente al suo matrimonio, numerosi rapporti sessuali con due uomini, uno dei quali è proprio Francis Dereham, assunto di recente a Corte. Enrico sospetta che tale scritto sia una maligna frode, frutto dell'invidia di qualcuno a Corte o altrove, ma ordina comunque a Lord Hertford di indagare accuratamente e di andare a fondo nella faccenda. Le guardie reali irrompono nella stanza della Regina, fanno uscire tutte le dame di compagnia ad eccezione di Lady Rochford, e mettono sotto custodia Catherine, confinandola nei suoi appartamenti insieme alla stessa Lady Rochford. Frattanto, Francis Dereham viene arrestato, portato in prigione ed interrogato. La dama di compagnia Joan Bulmer viene anch'essa interrogata, così come la Duchessa di Norfolk, nella cui casa Joan e Catherine vivevano come giovani donne, molti anni prima di conoscere il Re. Dereham confessa che lui e Catherine avevano pianificato di sposarsi e che l'aveva conosciuta carnalmente prima che diventasse Regina, ma nega il successivo adulterio. Re Enrico piange quando gli vengono fatte queste rivelazioni inaspettate. Catherine viene immediatamente rimossa dalla Corte e perde il suo titolo nobiliare di Regina. Le sue richieste di misericordia vengono ignorate dal Re, che si allontana con indifferenza alle grida di Catherine Howard. Successivamente, Francis Dereham viene messo sotto tortura, mentre Lord Hertford cerca di stabilire se Catherine abbia effettivamente commesso adulterio ed esista una qualche forma di contratto pre-matrimoniale tra i due. Dereham nega l'accusa fattagli da mylord, ma accusa invece Culpeper, che viene subito arrestato e sottoposto ad interrogatorio.Re Enrico decide di isolarsi lontano dalla sua Corte Reale. Thomas Culpeper e Francis Dereham vengono giustiziati, ove il primo viene semplicemente decapitato con un potente colpo di spada – anche se Thomas era stato inizialmente condannato a venir impiccato, sventrato e squartato, poi il Re decide diversamente, al fine di punire più severamente Francis – mentre il secondo subisce la pena dell'impiccagione con sventramento e squartamento. Lady Rochford è impazzita in carcere e, secondo la legge vigente, non avrebbe potuto essere giustiziata; ma Re Enrico fa promulgare prontamente una modifica di legge che renda possibile l'esecuzione anche per malati di mente. Qualche giorno dopo, Lady Rochford viene decapitata con la testa appoggiata sul ceppo mediante l'uso di una grossa scure. Catherine, avendo assistito alla scena si fa la pipì addosso dal terrore, subito prima che le capiti la stessa sorte. Successivamente, piuttosto rilassato e rinfrancato, il Re dà un banchetto in compagnia di ben 26 belle e giovani donne.

## You Have My Permission
- Diretto da: Ciarán Donnelly
- Scritto da: Michael Hirst

### Trama
All'inizio dell'episodio, Re Enrico VIII ordina che il Parlamento promulghi un atto normativo per ripristinare la successione al trono delle sue due figlie, le Principesse Maria ed Elisabetta. Ricordando il triste destino di Catherine Howard, Elisabetta giura a Maria che non si sposerà mai. Il Re invia Lord Hertford ed il suo avversario il Conte di Surrey a nord, per avvertire il Re di Scozia che qualsiasi ulteriore aggressione riceverà immediata risposta dalle truppe inglesi. Il livello dello scontro si acuirà fino a portare alla Battaglia di Solway Moss. Nel frattempo, sia l'ambasciatore di Francia che quello del Sacro Romano Impero cercano il sostegno dell'Inghilterra. Re Enrico, per la prima volta da quando è stato sposato con Caterina d'Aragona, si schiera dalla parte dell'Imperatore Cattolico Carlo V. Il Vescovo Stephen Gardiner caccia via i sospetti calvinisti infiltrati nella Corte di Re Enrico VIII. Enrico è attratto dalla due volte sposata Catherine Parr, già innamorata e desiderosa di sposare Thomas Seymour. Tuttavia Seymour, a poche ore dalla morte del marito Lord Latimer, viene trasferito da Enrico a Bruxelles come Ambasciatore ed il Re, prontamente, propone a Catherine Parr di sposarsi con lui.

## The Sixth and the Final Wife
- Diretto da: Jeremy Podeswa
- Scritto da: Michael Hirst

### Trama
Enrico VIII sposa finalmente Catherine Parr, la sua sesta moglie. Il matrimonio è degno di nota per la presenza delle figlie di Re Enrico, le Principesse Maria ed Elisabetta. Catherine è determinata ad essere una matrigna amorevole per i figli del Re. Intanto, vengono concepiti piani per l'invasione della Francia (che si è alleata con i turchi) per salvare l'Europa, con Charles Brandon che viene incaricato di essere il comandante dell'esercito inglese, dopo che si è stabilita un'alleanza con l'Imperatore Carlo V. Con l'aumentare dell'influenza del Cattolicesimo in Inghilterra, il Vescovo Gardiner inizia ad indagare sulle credenze religiose della nuova Regina. Nel frattempo, trecento navi sono state requisite per trasportare pistole, cannoni, carri e cavalli, insieme con l'esercito, presso la città di Boulogne in Francia, una rivendicazione territoriale legittima di Re Enrico. Il Re, una volta vinto a Boulogne, vorrebbe marciare a tappe forzate fino ad invadere ed attaccare Parigi. Il Re nomina Catherine reggente in sua assenza, protettrice del regno e custode dei suoi figli. I progressi della Regina sono molto apprezzati ed ella è riverita e molto ben accetta.

## As It Should Be
- Diretto da: Jeremy Podeswa
- Scritto da: Michael Hirst

### Trama
Nel 1544, diretto da Enrico VIII, il Conte di Surrey ed i suoi uomini tentano di minare le estese fortificazioni di Boulogne. Durante la prolungata guerra d'assedio, il Re tiene riunioni di guerra e dà ordini dalla sua lussuosa tenda. A causa delle difficoltà nel raggiungere le fortificazioni mediante lo scavo di un lungo tunnel, la battaglia di Boulogne si prolunga per molto tempo ed oltre duemila soldati inglesi muoiono per varie malattie e per fame, mentre altri tremila uomini di Enrico si ammalano a causa di un'epidemia di dissenteria (nota come "bloody flux") che dilaga sul campo di battaglia, facendo più vittime dei combattimenti. Quando ogni speranza sembra perduta, un italiano al servizio di Re Enrico VIII, l'ingegnere militare Treviso, fa saltare parte delle mura fortificate della città, dopo aver piazzato un'enorme quantità di esplosivo alla fine del tunnel scavato in precedenza, molto vicino alle mura. Finalmente la città francese capitola ed i superstiti si arrendono, con il sindaco che consegna le chiavi della cittadina a Re Enrico, che, poco dopo, ritorna in Inghilterra in gran trionfo. Charles Brandon, frattanto, ritrova la felicità con una giovane donna francese catturata in battaglia, Brigitte, che torna con lui in Inghilterra. Enrico decide di soprassedere circa l'attuazione dei suoi piani originari e di non avanzare ulteriormente in territorio francese – decidendo di non dirigersi verso Parigi – poiché il suo esercito è uscito quasi distrutto da questo conflitto, sia in termini di uomini che di equipaggiamento. Intanto, a Corte, Il Vescovo Gardiner promette di distruggere la Regina a causa di ciò che ha scoperto circa le credenze religiose di Catherine Parr. Enrico è visibilmente arrabbiato quando viene a sapere che l'Imperatore del Sacro Romano Impero ha concluso una pace separata con la Francia, stipulata a causa del fatto che anche l'esercito di Carlo V ha riportato una vittoria di Pirro in Francia, con notevoli perdite di uomini e mezzi. Lady Maria promette all'ambasciatore Eustace Chapuys che, semmai diventerà regina, renderà di nuovo cattolica l'Inghilterra. Enrico, sempre più fragile ed ammalato, viene a conoscenza del fatto che i francesi stanno marciando su Boulogne con poco meno di 40 000 soldati e, poco dopo, sviene a causa di un esaurimento psico-fisico.

## Secrets of the Heart
- Diretto da: Ciarán Donnelly
- Scritto da: Michael Hirst

### Trama
Lord Surrey, impegnatosi in un'immotivata battaglia da lui iniziata in Francia, nel tentativo di avventurarsi verso l'interno del paese, perde 600 uomini (tra capitani e gentiluomini) presso la località di Saint-Etienne vicino a Boulogne, nell'anno 1546, mettendo in pericolo il recente successo di Re Enrico VIII nella battaglia combattuta solo un paio d'anni prima. Lord Surrey, chiamato ufficialmente a parlare presso il Consiglio Privato del Re, non riesce a convincere i membri presenti con la sua spiegazione circa i motivi delle scelte che hanno portato alla sua sconfitta, dopo le sue irresponsabili e sconsiderate decisioni. Il risultato dell'inchiesta è che il suo rango nobiliare viene ritirato, egli viene espulso dall'Ordine della Giarrettiera ed il Re si rifiuta di vederlo.
Intanto, arrivano notizie che Re Francesco I di Francia si sta preparando per la guerra contro il Regno d'Inghilterra e che l'imperatore Carlo V, una volta alleato degli inglesi, ha sequestrato molte navi e proprietà inglesi nei Paesi Bassi. Un fervente Cattolico, Wriothesley (soprannominato Risley nella serie) viene nominato Lord Cancelliere del Regno. Un'appassionata predicatrice luterana, Anne Askew, viene incarcerata e torturata da Risley e, successivamente, dopo essere stata giudicata colpevole di eresia, viene condannata ad essere bruciata sul rogo vicino alla località di Smithfield a Londra. Il Barone Sir Richard Rich, porta a Lady Maria la triste notizia che Eustace Chapuys, suo amico e confidente, nonché Ambasciatore del Sacro Romano Impero presso la Corte Reale d'Inghilterra, è morto.
Frattanto, Lord Surrey complotta con altri suoi sodali per rapire il Principe Edoardo dal castello di Windsor, ma viene scoperto prima che possa agire, viene tratto in arresto con l'accusa di tradimento e, infine, è deportato in carcere presso la Torre di Londra. Dopo aver tentato la fuga dalla sua cella ed aver fallito, Surrey viene giudicato colpevole e condannato a morte – mediante il metodo di esecuzione capitale per impiccagione, sventramento e squartamento – sebbene la decisione sia considerata da molti impopolare.
Il Vescovo Gardiner ed i suoi alleati, dopo accurate ricerche, trovano delle prove compromettenti (nella forma di libelli di propaganda religiosa) negli armadi delle dame di compagnia della Regina – tra cui Lady Herbert, la sorella della Regina – le quali vengono arrestate per sospetta eresia e subiscono degli interrogatori. Gardiner ed i suoi sodali decidono che la Regina Catherine andrebbe processata ed incarcerata, ritenendola anch'essa colpevole d'eresia. Il Vescovo riferisce a Re Enrico VIII che ha le prove dell'eresia di Sua Maestà la Regina e chiede lumi circa una possibile incarcerazione e messa a morte di ella, ma Enrico risponde che, anche se fosse vero, lui non la farebbe incarcerare e le risparmierebbe la vita.

## Death of a Monarchy
- Diretto da: Ciarán Donnelly
- Scritto da: Michael Hirst

### Trama
Re Enrico è costretto a cedere Boulogne (che potrà essere restituita nell'arco di 8 anni) come parte di un trattato di pace con la Francia, in cui, peraltro, l'Inghilterra verrà risarcita con la ragguardevole somma di 2 milioni di Corone, a compensazione e pagamento di un vecchio debito che Re Francesco I di Francia aveva con la Corona d'Inghilterra. Re Francesco, gravemente malato – probabilmente ha contratto la sifilide – sta ormai morendo, ma anche Re Enrico si trova in cattive condizioni di salute; a Corte, per questo motivo, si stanno formando delle fazioni, poiché si è diffusa l'idea che presto bisognerà pensare alla successione al trono d'Inghilterra. Il Vescovo Gardiner, frattanto, prepara un mandato di arresto per la regina Caterina basato sull'accusa di eresia; quando il Lord Cancelliere Risley ed i suoi uomini giungono presso i reali d'Inghilterra con l'ordine di trarre in arresto la Regina, vengono mandati via in malo modo da un furioso Enrico. Gardiner prepara anche un mandato d'arresto per eresia per Lady Hertford e la incontra per notificarglielo, ma quest'ultima mette in luce un reato di malversazione commesso da Gardiner ai danni di Re Enrico VIII, visto che il Vescovo si era impadronito segretamente di due monasteri in Cornovaglia, che, per ordine del Re, andavano spogliati e bruciati; dunque Lady Hertford viene scagionata.
Successivamente, il vescovo Gardiner viene espulso dalla Corte e non può più conferire con il Re, mentre Lord Risley, dichiarando di aver sbagliato le proprie scelte in fatto di amicizie, dichiara la sua fedeltà a Lord Hertford. Venendo a conoscenza del fatto che il suo amico Charles Brandon è malato, il Re lo convoca presso la Corte; Brandon muore di lì a poco e, con molta tristezza generale, ne viene celebrato il funerale. Enrico VIII commissiona all'artista Hans Holbein la realizzazione di un suo ritratto prima di morire, ma il Re rifiuta la prima rappresentazione, troppo realistica e che lo mostra come un anziano malato – seppur elegantemente vestito, come si conviene ad un Re – chiedendo a Holbein di rifare l'opera. Enrico, che ormai non ha neppure la completa sanità mentale, vede i fantasmi delle sue mogli passate: la Regina Caterina d'Aragona, che gli rimprovera il fatto che Maria avrebbe dovuto sposarsi ed avere dei figli; Anna Bolena, che afferma la propria innocenza ed anche quella di Catherine Howard, due falene che, troppo attratte da un'ardente e luminosa fiamma, si sono bruciate a contatto con essa; e, infine, Jane Seymour, che gli rinfaccia di essere arrabbiata con lui per il fatto che il giovane Edoardo è stato completamente isolato dal mondo esterno (come aveva fatto suo padre con lui) e che morirà molto giovane. Il Re, rendendosi conto che il suo tempo è quasi scaduto e la sua morte è imminente, saluta affettuosamente la Regina Catherine Parr e le sue figlie Maria ed Elisabetta, chiedendo loro di proteggere il piccolo Principe Edoardo, ma poi le manda a Greenwich per Natale, dicendo che non le vedrà più, perché vuole morire in solitudine. Tra le sue ultime volontà, Enrico nomina Lord Hertford come Lord Protettore e Tutore del figlio Edoardo, che lo alleverà ed educherà con l'appoggio di Cranmer e Risley; chiede poi di essere sepolto a Windsor, in una tomba accanto a quella di Jane Seymour, raffigurati da sculture di Re e Regina che sembrano placidamente addormentati l'uno accanto all'altra. La Regina Catherine e Lady Mary piangono fuori dal salone ove Enrico le aveva convocate, mentre Elisabetta si allontana, quasi indifferente. Re Enrico è poi chiamato a vedere il suo nuovo ritratto, che stavolta approva e che lo ritrae giovane, imponente e maestoso. Mentre Enrico VIII lascia la stanza dove è stato ritratto sul dipinto, nel finale di episodio vengono brevemente spiegati i destini dei figli di Enrico ed ivi si afferma che la dinastia Tudor produsse i due monarchi più famosi della storia inglese: Enrico VIII ed Elisabetta I.